# チェルシー (菓子)
チェルシー（CHELSEA）は、明治が販売したキャンディー。1971年（昭和46年）に当時の明治製菓により発売され、2024年（令和6年）3月で出荷を終了した。
英国北部スコットランドのスカッチキャンディーを参考に開発された。「バタースカッチ」「ヨーグルトスカッチ」や「コーヒースカッチ」を加えた3種類詰め合わせなど、終売直前時点で6商品。これ以外に、半世紀の間に数多くの味のキャンディーが発売されたほか、チェルシーを基にしたチョコレートやビスケットも作られた。
後述するように、2024年9月3日に北海道限定で生キャラメルガナッシュへと形を変えて復活した。

## 概要
練り合わせた原料をそのまま型に入れる「流し込み」という、当時日本では行われていなかった製法を採用。従来は5〜6%が限界だったバターの含有量を増やし、より滑らかなキャンディーを作ることに成功。商品名は英国首都ロンドンのチェルシー地区からきており、約3,000個のネーミング案の中から選定された。最終候補に残った2案のうちもう1つはキングス・ロードであった。
2010年代のパッケージは、川路ヨウセイデザインオフィスによるもの。
発売開始当初から外国人の少女がテレビCMにて『チェルシーの唄』をBGMに「あなたにも、チェルシー、あげたい」というフレーズを述べ、人気を博した。
2024年（令和6年）3月に販売終了予定であることが同月報じられた。その後、明治から同月末の出荷分をもって販売を終了し、半世紀以上の歴史に幕を下ろすことが正式発表された。明治の広報部はねとらぼによる取材に対して、市場環境や顧客ニーズの変化に伴う販売規模の低迷により、収益性が悪化したことを理由として挙げている。調査会社によれば、2002年（平成14年）以後のピーク時で25億円ほどの売り上げがあったが、2022年（令和4年）度には5億円ほどに落ち込んでいたという。
同年9月3日に、明治子会社の道南食品により、やわらかい食感に変えて北海道限定の土産商品として復活させることとなり、生キャラメルガナッシュとして「北海道 生食感チェルシー バタースカッチ味」が発売された。なお、これに先駆けて8月10日より新千歳空港の売店で先行発売されている。

## バリエーション

### 現在のバリエーション
- 北海道 生食感チェルシー バタースカッチ味
- 北海道 生食感チェルシー ヨーグルトスカッチ味 - 函館市のふるさと納税限定品だったが、2025年7月1日に正式にラインナップに追加されて発売された[11]。
- 北海道 生食感チェルシー キャラメルサンド - 札幌市内の一部店舗で2025年2月に期間限定で販売された、焼き菓子を練り込んだキャラメルチョコレートで生食感チェルシーを挟んだ商品で、本格販売を検討している[12]。

### 過去のバリエーション
- チェルシー・バタースカッチ
- チェルシー・ヨーグルトスカッチ
- チェルシー・コーヒースカッチ
- チェルシー・スカッチアソート
  - 上記3種のアソート。
- チェルシー・アーモンド（1980年頃発売）